# Девід Судзукі

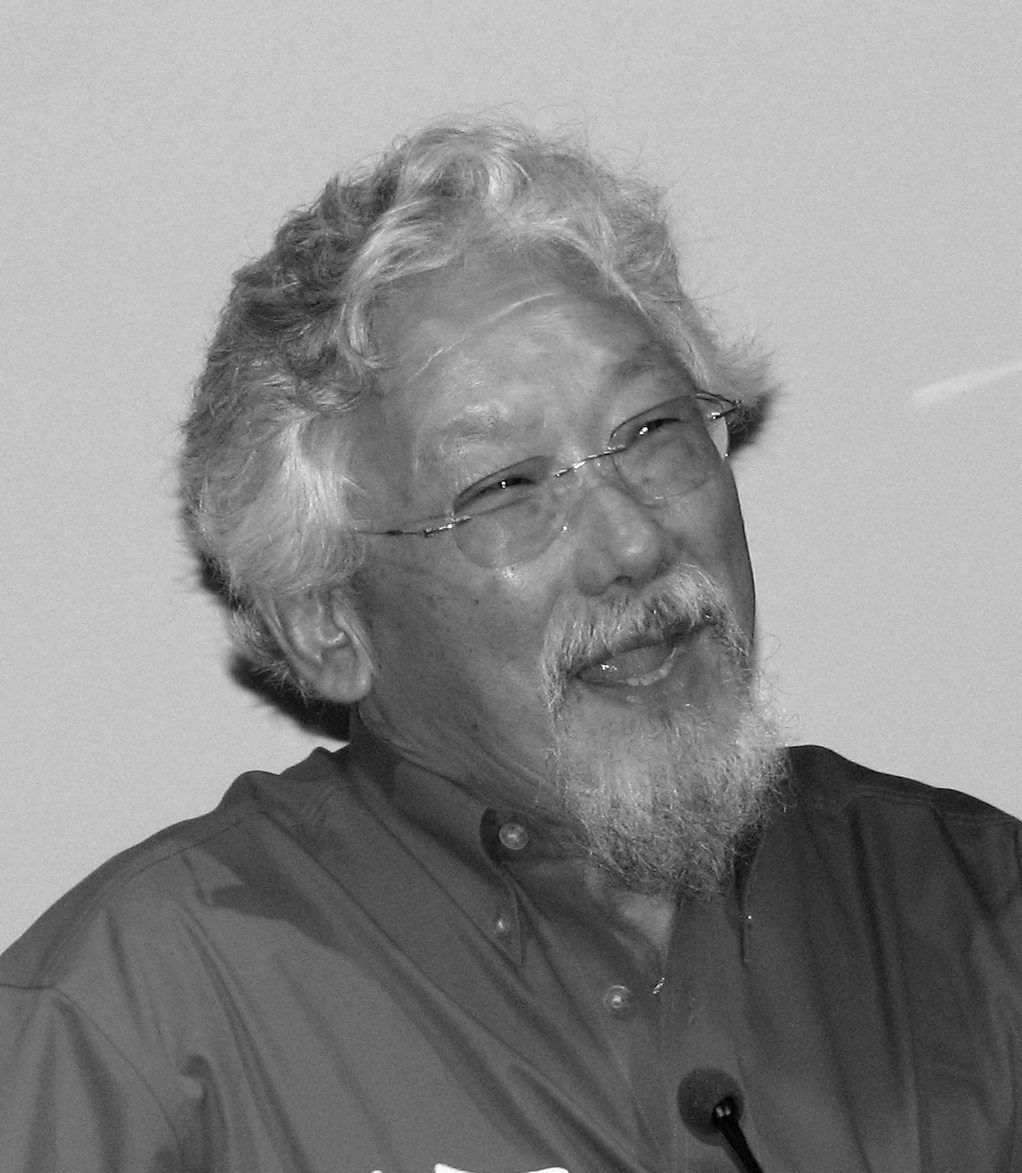
Девід Судзукі (2006)

Девід Такайоші Судзукі (24 березня 1936 року у Ванкувері) — канадський популяризатор науки, екологічний активіст і почесний професор генетики. Найбільш відомий як ведучий наукового журналу The Nature of Things. Він відомий своєю критикою урядів за відсутність дій щодо захисту навколишнього середовища.

## Життя
Судзукі, який є нащадком японських іммігрантів у третьому поколінні, був відправлений до табору для інтернованих у Слокен, Британська Колумбія, після початку Другої світової війни. Інтернування канадців японського походження відбулося тому, що іммігранти японського походження вважалися потенційною загрозою на узбережжях Канади. Пізніше він вивчав зоологію і був професором генетики в Університеті Британської Колумбії з 1963 до 2001 року. З 1970-х років він був ведучим наукових програм на радіо і телебаченні, включаючи популярну передачу CBC The Nature of Things, яку він провадив у 1979 році. З 1982 до 1987 року був директором Канадської асоціації громадянських свобод. Сузукі є автором численних книг про науку та навколишнє середовище.
Будучи давнім активістом для запобігання глобальному потеплінню, Сузукі в 1990 році заснував Фонд Девіда Сузукі, який зосереджується на сталості, захисті клімату та відновлюваній енергетиці та заохочує громадян вносити прості зміни у свій спосіб життя, щоб допомогти захистити навколишнє середовище та покращити його якість. життя. Судзукі також є одним із 350 послів організації із захисту клімату 350.org.

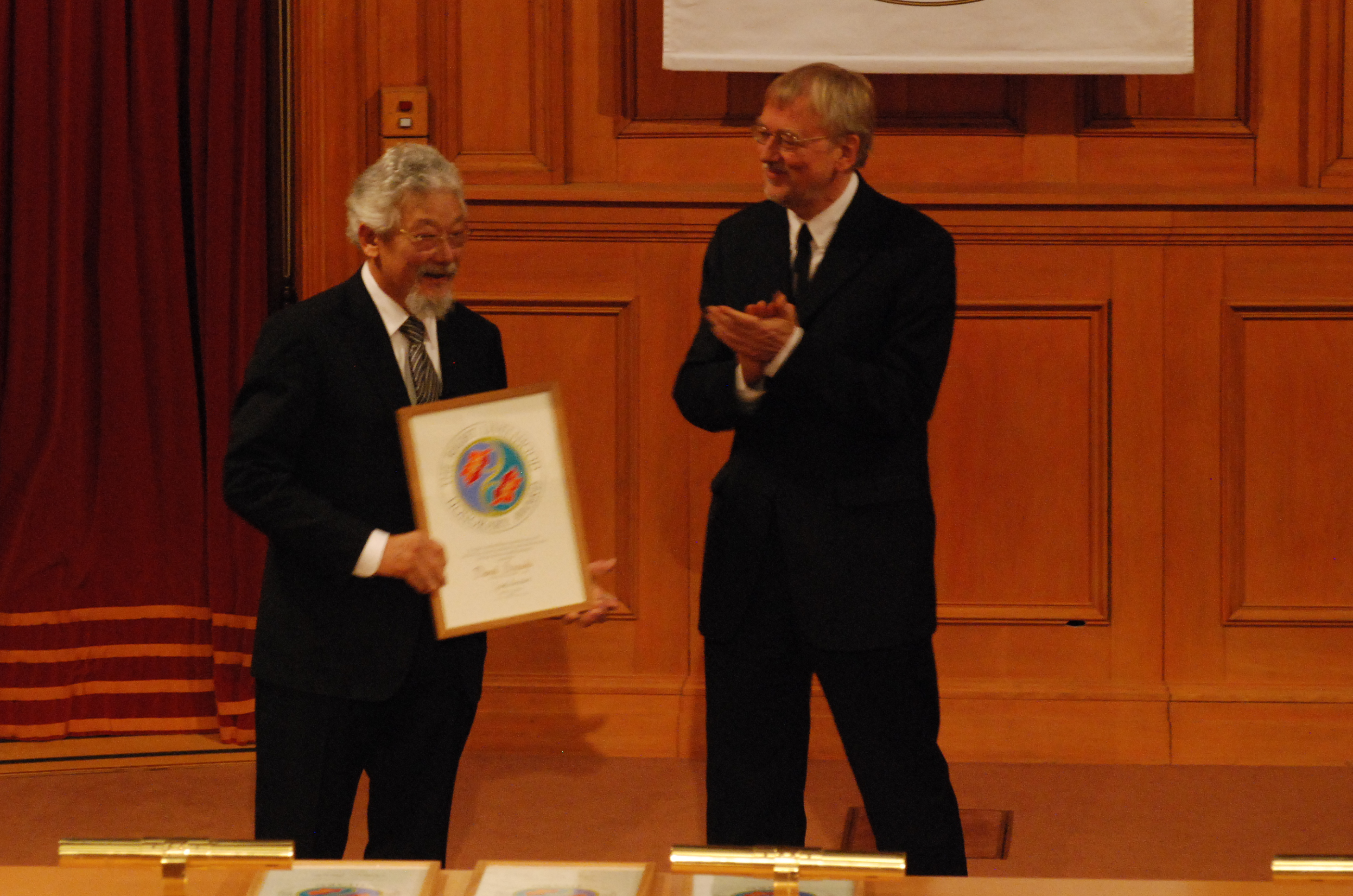
Судзукі отримує нагороду Right Livelihood Award від Якоба фон Уекскюля

Судзукі одружений з Тарою Елізабет Калліс. Разом з нею він заснував Фонд Девіда Сузукі . Їхня донька — екологічна активістка і письменниця Северн Калліс-Сузукі.

## Відзнаки
Судзукі отримав численні почесні докторські ступені та нагороди, включаючи звання компаньйона ордена Канади, найвищої цивільної нагороди Канади. Девід Сузукі був нагороджений премією Калінґи 1986 року за популяризацію науки. У 2004 році він був номінований на титул «Найвеличнішого канадця» у телевізійному шоу «Найвеличніший канадець» і став п'ятим за результатами голосування глядачів, що є найкращим місцем серед усіх живих номінантів. У 2005 році його робота «Дерево: історія життя» була номінована на премію «Bill Duthie Booksellers' Choice Award», а в 2007 році він отримав нагороду за книжку «Девід Сузукі: Автобіографія». У 2009 році життя Судзукі було відзначено почесною нагородою Right Livelihood Awards.

## Друзі Судзукі
Його ініціативи підтримують Маргарет Етвуд, Джеймс Берк, Пауль Ерліх, Пітер Ґарретт, Ґордон Лайтфут, Ґордон Роддік, Стінґ та Едвард О. Вілсон.

## Вебпосилання
- Suzuki in Canadiana OPAC SUB Göttingen (27 назв)
- https://rightlivelihood.org/the-change-makers/find-a-laureate/david-suzuki/ [Архівовано 27 жовтня 2021 у Wayback Machine.]